# Direk Jayanama

Direk Jayanama

Direk Jayanama (Thai: ดิเรก ชัยนาม; * 18. Januar 1905 in der Provinz Phitsanulok; † 1. Mai 1967 in Bangkok) war ein thailändischer Diplomat und Politiker der Volkspartei (Khana Ratsadon) sowie der Seri-Thai-Bewegung. Er war im Lauf seiner Karriere mehrmals Außen- und Finanzminister sowie Botschafter in Japan, Großbritannien und der Bundesrepublik Deutschland.

## Leben
Direk Jayanama war Sohn eines hohen siamesischen Justizbeamten in der Provinz Phitsanulok. Er besuchte die katholische Assumption-Schule und das King’s College in Bangkok. Anschließend absolvierte er die Juristenschule des Justizministeriums und erhielt 1928 seine Zulassung als Rechtsanwalt. Direk war einer der führenden zivilen Unterstützer der Volkspartei (Khana Ratsadon) und der Siamesischen Revolution vom 24. Juni 1932, die die Regierungsform Thailands von einer absoluten zu einer konstitutionellen Monarchie umwandelte. In den folgenden Jahren wurde er zu einem engen Mitarbeiter von Pridi Phanomyong.
In der ersten Regierung von Ministerpräsident Plaek Phibunsongkhram fungierte Direk vom 21. Dezember 1938 bis zum 14. Juli 1939 erst als Minister ohne Geschäftsbereich sowie zwischen dem 14. Juli 1939 und dem 22. August 1941 erstmals als stellvertretender Außenminister. Danach war er vom 22. August bis zum 15. Dezember 1941 Außenminister sowie im Anschluss zwischen dem 15. Dezember und dem 5. Januar 1942 abermals stellvertretender Außenminister. Er trat aus Protest gegen die Kollaboration von Ministerpräsident Plaek Phibunsongkhram mit dem Kaiserreich Japan zurück und schloss sich im Zweiten Weltkrieg der Seri-Thai-Bewegung an, die im Untergrund gegen diese Kollaboration kämpfte. Dennoch wurde er anschließend zum thailändischen Botschafter in Japan ernannt. Nach seiner Rückkehr nach Thailand wurde er am 20. Oktober 1943 in der zweiten Regierung von Ministerpräsident Plaek Phibunsongkhram erneut Außenminister und bekleidete dieses Amt nunmehr bis zum 2. August 1944.
Nach Ende des Zweiten Weltkriegs bekleidete Direk in der Regierung des Übergangs-Ministerpräsidenten Thawi Bunyaket vom 1. bis zum 17. September 1945 die Ämter als Finanzminister sowie als Justizminister. In der darauf folgenden ersten Regierung von Ministerpräsident Seni Pramoj bekleidete er zwischen dem 19. September 1945 und dem 31. Januar 1946 wieder das Amt des Finanzministers. In der ersten Regierung von Ministerpräsident Pridi Phanomyong übernahm er am 24. März 1946 wiederum das Amt des Außenministers und hatte dieses vom 11. Juni bis zum 23. August 1946 auch in der zweiten Regierung von Ministerpräsident Pridi inne. Danach war er vom 24. August 1946 bis zum 6. Februar 1947 stellvertretender Ministerpräsident sowie Außenminister in der ersten Regierung von Ministerpräsident Thawan Thamrongnawasawat.
Nach seinem Ausscheiden aus der Regierung war Direk Jayanama von 1947 bis 1948 Botschafter im Vereinigten Königreich. Nach seiner Rückkehr fungierte er zwischen 1949 und 1952 als Dekan der von ihm mitgegründeten staatswissenschaftlichen Fakultät der Thammasat-Universität. Er war ferner Botschafter in Finnland und hatte zwischen 1959 und 1965 den Posten als Botschafter in der Bundesrepublik Deutschland inne. Sein Nachfolger als Botschafter in Bonn wurde Konthi Suphamongkhon.
Direk war ein älterer Bruder des Diplomaten Pairote Jayanama, der als Staatssekretär höchster Beamter des Außenministeriums war, sowie von A. M. Jayanama, einem General der Königlich Thailändischen Luftstreitkräfte. Zu seinen Neffen gehörten die Söhne Pairotes, die Diplomaten Asda Jayanama und Surapong Jayanama, die ebenfalls Botschafter waren. Einer seiner eigenen Söhne, Wattana Jayanama, war ein führender Manager der Bank von Thailand, der Zentralbank des Landes.

## Werk (Auswahl)
- Direck Jayanama: Thailand im Zweiten Weltkrieg. Vom Kriegsausbruch in Europa bis zu Hiroshima. Ein Dokument der Zeitgeschichte Asiens. Erdmann, 1970, ISBN 3-7711-0113-1.